# The Baby Show
"The Baby Show" é o nono episódio da primeira temporada da série de televisão norte-americana de comédia de situação, 30 Rock. Teve o seu enredo escrito pelo co-produtor executivo Jack Burditt, e realizado por Michael Engler. A sua transmissão nos Estados Unidos ocorreu a 4 de Janeiro de 2007 através da National Broadcasting Company (NBC). Dentre os artistas convidados, estão inclusos Chris Parnell, Bridget Moloney, Rachel Dratch, Lonny Ross, Keith Powell, Katrina Bowden, Maulik Pancholy, John Lutz, e Jeff Richmond.
No episódio, a assistente Cerie Xerox (interpretada por Bowden) anuncia o seu noivado, fazendo com que a argumentista-chefe Liz Lemon (Tina Fey) comece a pensar sobre contrair matrimónio e construir uma família própria. Enquanto isso, o executiovo Jack Donaghy (Alec Baldwin) depara-se com obstáculos ao lidar com o temperamento da sua mãe, a quem descreve como uma mulher dominadora que deseja morar com ele. Não obstante, o astro do TGS Tracy Jordan (Tracy Morgan) fica chateado com as imitações dele feitas pela co-estrela Josh Girard (Ross).
Em geral, "The Baby Show" foi recebido com opiniões positivas pela crítica especialista em televisão de horário nobre, com os principais elogios sendo direccionados ao enredo. De acordo com o sistema das Nielsen Ratings, o episódio foi assistido por 5,82 milhões de famílias durante a sua transmissão original, e recebeu uma classificação de 3,0 e seis de share entre os telespectadores do perfil demográfico de adultos entre os dezoito aos 49 anos de idade.

## Produção e desenvolvimento
"The Baby Show" é o nono episódio da primeira temporada de 30 Rock. O seu enredo foi escrito por Jack Burditt, co-produtor executivo da temporada, e foi realizado por Michael Engler, marcando assim a segunda vez que Burditt foi creditado como guionista, após "Jack Meets Dennis", e o primeiro crédito de Engler.

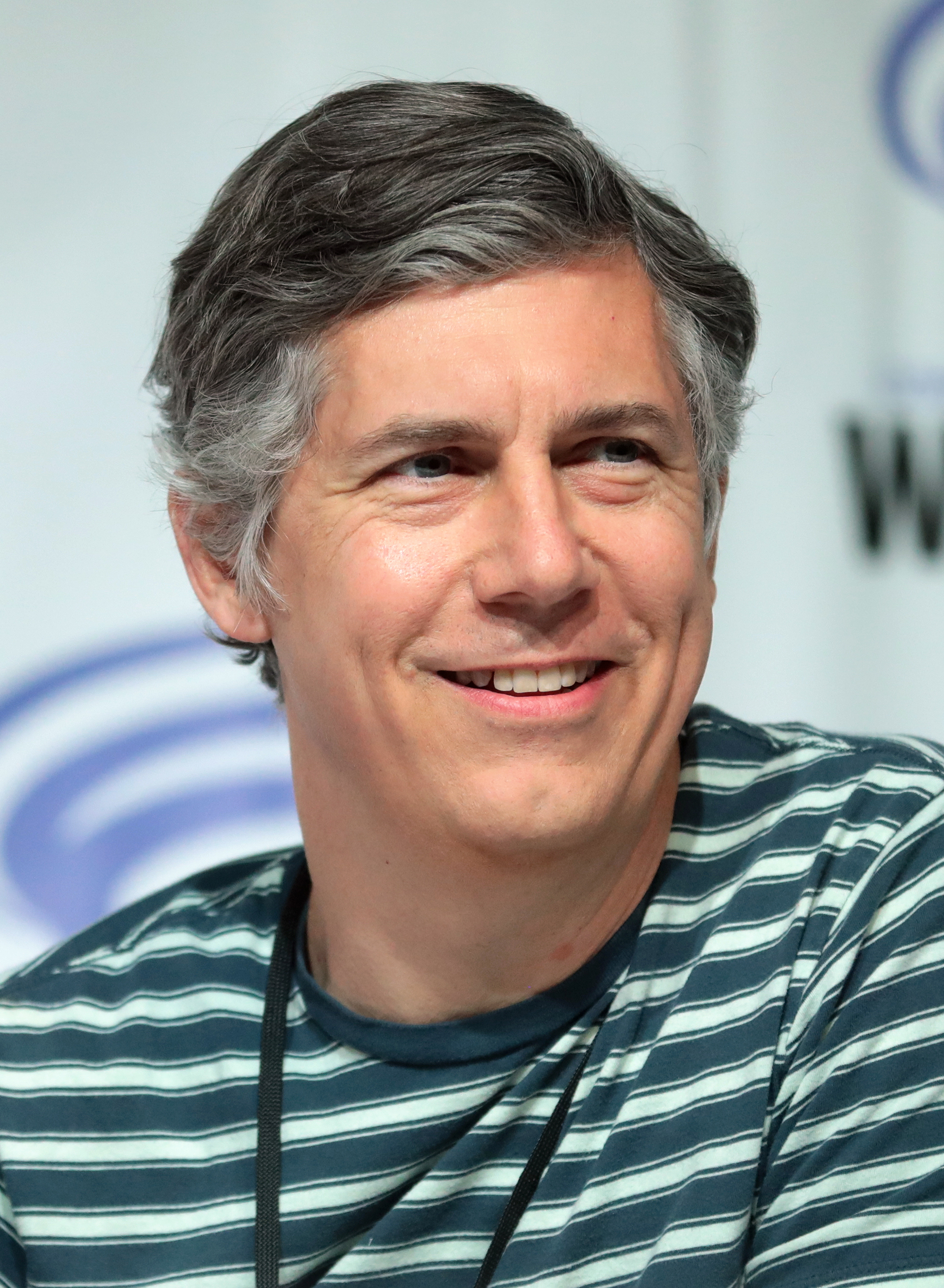
"The Baby Show" marcou a segunda participação de Chris Parnell, ex-membro do elenco de Saturday Night Live, em 30 Rock.

Rachel Dratch, parceira de longa data e companheira de comédia de Fey no Saturday Night Live (SNL), foi originalmente escolhida para interpretar a personagem Jenna Maroney. Dratch interpretou o papel no episódio piloto original do seriado, nunca transmitido na televisão. No entanto, em Agosto de 2006, foi anunciado que a actriz Jane Krakowski iria substituir Dratch neste papel, com esta última interpretando várias personagens diferentes ao longo da série. Segundo Fey, Dratch era "melhor adaptada para interpretar uma variedade de personagens secundárias excêntricas," e o papel de Jenna era para ser desempenhado em "linha recta." "Ambos Tina e eu obviamente adoramos Rachel, e nós queríamos encontrar uma maneira na qual pudéssemos explorar a sua força," afirmou o produtor Lorne Michaels em entrevista à revista Variety. Neste episódio, sua sexta participação, Dratch voltou a interpretar a tratadora de gatos Greta Johanssen.
Em "The Baby Show," o actor e comediante Chris Parnell fez a sua segunda participação especial em 30 Rock a interpretar o Dr. Leo Spaceman. Parnell também já foi integrante do elenco do SNL, um programa de televisão humorístico norte-americano transmitido pela NBC no qual Tina Fey — criadora, produtora executiva e actriz principal de 30 Rock — foi argumentista-chefe entre 1999 e 2006. Vários outros membros do elenco do SNL já fizeram uma participação em 30 Rock. Eles são: Fred Armisen, Kristen Wiig, Will Ferrell, Jimmy Fallon, Amy Poehler, Julia Louis-Dreyfus, Bill Hader, Jason Sudeikis, Tim Meadows, Molly Shannon, Siobhan Fallon Hogan, Gilbert Gottfried, Bobby Moynihan, Rachel Dratch, Will Forte, Jan Hooks, Horatio Sanz, e Rob Riggle. Ambos Fey e Tracy Morgan fizeram parte do elenco principal do SNL, com Fey sendo ainda a apresentadora do segmento Weekend Update. Outros membros da equipa de 30 Rock que trabalharam em SNL são John Lutz, argumentista entre 2003 a 2010, e Steve Higgins, argumentista e produtor do SNL desde 1995. O actor Alec Baldwin apresentou o SNL por dezassete vezes, o maior número de episódios por qualquer personalidade.
O actor e comediante Judah Friedlander, intérprete da personagem Frank Rossitano em 30 Rock, é conhecido pelos seus bonés de camioneiro de marca registada que usa dentro e fora da personagem Frank. Os chapéus normalmente apresentam palavras ou frases curtas estampadas neles. Friedlander afirmou que ele próprio é quem faz os acessórios. Revelou também que "alguns deles são brincadeiras íntimas, e alguns são simplesmente piadas." A ideia veio do persona de Friedlander nas suas apresentações de comédia stand-up, nas quais os objectos de adorno estão todos estampados com a escrita "campeão mundial" em línguas e aparências diferentes. Neste episódio, Frank usa um boné que lê "RODS."

## Enredo
Cerie Xerox (Katrina Bowden) anuncia o seu noivado na festa de aniversário surpresa de Jenna Maroney (Jane Krakowski) e revela que quer ser uma "mãe jovem sensual." Ao ouvir isto, Liz Lemon (Tina Fey) confronta o seu próprio estado matrimonial e maternal. Ela fala com Jenna sobre isso, e esta diz a todos os homens do escritório do TGS que Liz está à procura de alguém para a engravidar. Mais tarde nesse dia, a argumentista vê Cerie a se preparar no departamento de maquilhagem. A maquilhadora Anna (Bridget Moloney) trouxe a sua filha bebé consigo e pede a Liz para que a segure por um instante. Esta, então, leva a criança para um passeio ao redor do Prédio GE. De repente, apercebe-se que não está mais naquelas instalações mas sim no seu apartamento. De seguida, corre de volta para o escritório com a bebé, e o produtor Pete Hornberger (Scott Adsit) emenda a situação.
Enquanto isso, Jack Donaghy (Alec Baldwin) começa a demonstrar tendências de estresse quando a sua mãe liga-o constantemente do lar de idosos expressando desejar morar com ele. Ao mesmo tempo, Tracy Jordan (Tracy Morgan) e Josh Girard (Lonny Ross) começam a andar juntos, mas Tracy se irrita com as imitações que Josh faz de si. Então, exige que Liz despeça-o, mas esta se recusa, decidindo, ao invés de acatar o pedido do actor, tentar corrigir a situação pessoalmente, contudo, Tracy ameaça falar com Jack sobre o assunto se ela não despedir Josh. Este, tentando evitar problemas, liga para Tracy fazendo-se passar por Jack, e depois liga para Jack fazendo-se passar por Tracy. Não leva muito tempo para que a sua façanha seja descoberta e, quando isso acontece, Jack e Tracy vingam-se nele. Como parte de sua punição, o executivo força-o a falar com a sua mãe por "todos os dias do resto da sua vida ou da vida dela."

## Transmissão e repercussão

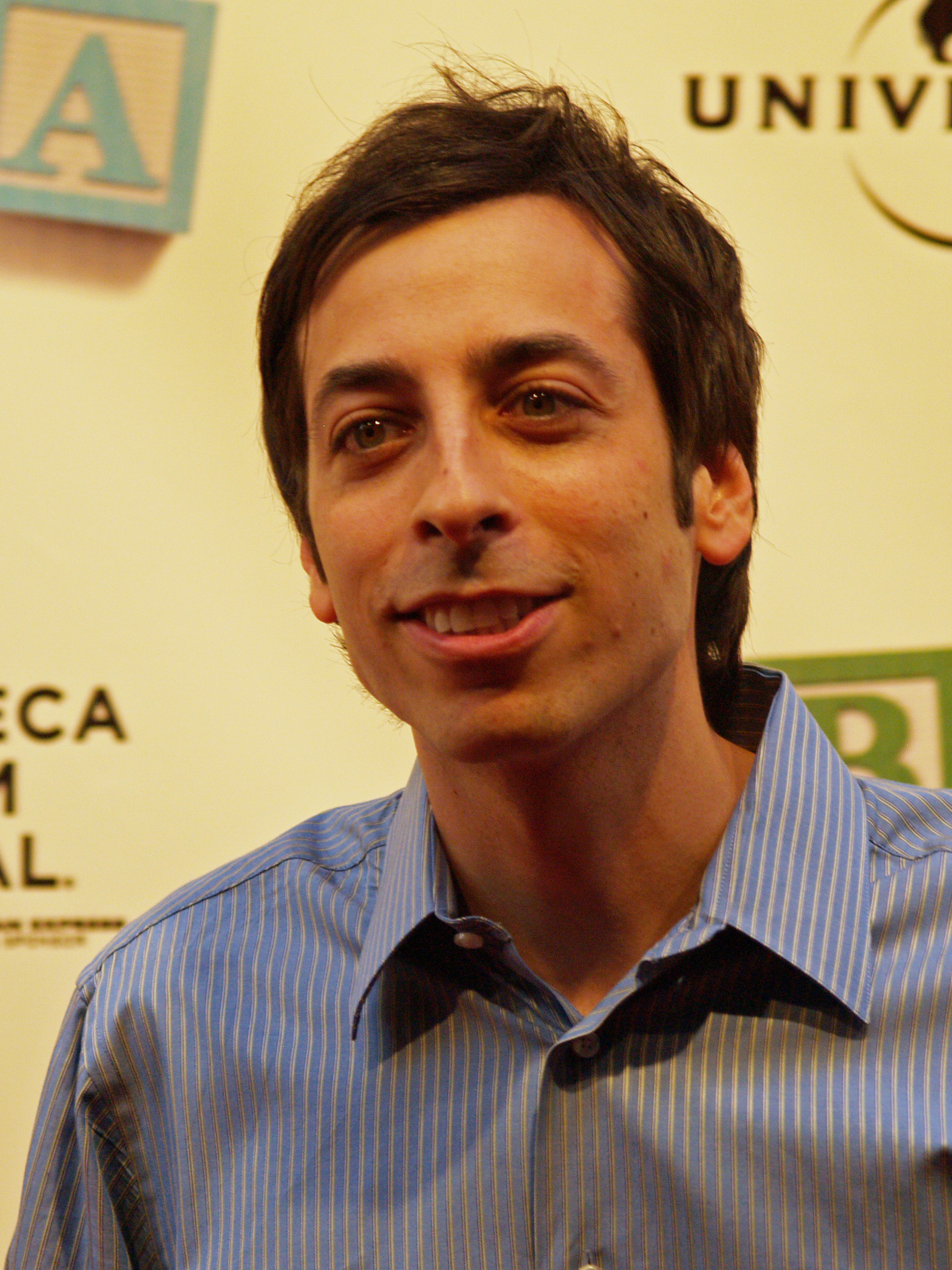
A participação mais ampla de Lonny Ross em "The Baby Show" foi elogiada pela crítica.

Nos Estados Unidos, "The Baby Show" foi transmitido originalmente na noite de 4 de Janeiro de 2007 através da NBC como o nono episódio de 30 Rock. Naquela noite, de acordo com as estatísticas reveladas pelo serviço de mediação de audiências Nielsen Ratings, foi visto por uma média de 5,82 milhões de telespectadores e recebeu a classificação de 3,0 e seis de share no perfil demográfico de telespectadores entre os dezoito aos 49 anos de idade. O 3,0 refere-se a 3,0 por cento de todas as pessoas entre os dezoito aos 49 anos de idade nos EUA, e os seis referem-se a seis por cento de todas as pessoas de dezoito a 49 anos de idades assistindo televisão no momento da transmissão.
| Críticas profissionais | Críticas profissionais |
| Avaliações da crítica  | Avaliações da crítica  |
| Fonte                  | Avaliação              |
| ---------------------- | ---------------------- |
| A.V. Club              | B-                     |
| IGN                    | 7,0/10                 |
| TV Guide               | (positiva)             |

Para o analista de televisão Robert Canning, na sua análise para o portal britânico IGN, o episódio "teve muitos momentos de destaque," mas "foi uma grande falha... provavelmente no seriado como um todo," citando que "parece haver mais ênfase em 'pedaços' de comédia, ao invés de 'situações' de comédia, o que não augura nada de bom para uma comédia de situação." Segundo Canning, "The Baby Show" foi "muito desarticulado, intercalando mais entre piadas do que entre histórias. Ele próprio abriu com o segmento da surpresa do aniversário de Jenna, que foi engraçado para o que foi, mas tinha absolutamente nada a ver com o resto do episódio." Na sua análise para a revista de entretenimento TV Guide, Matt Webb Mitovich observou que o episódio foi "sólido, mas um pouco temático para o meu gosto vasto de comédias de situação." Não obstante, apreciou a participação mais ampla da personagem Josh Girard, achando a sua imitação de Tracy "muito boa." Erik Adam, para o jornal de entretenimento A.V. Club, considerou o episódio como "uma introdução às tangentes menos recompensadoras do seriado e um episódio que passa muito tempo focando no Josh. Mas a graça salvadora de qualquer [episódio] tépido de 30 Rock é que normalmente acaba compensando com gargalhadas enormes, e 'The Baby Show' também tem dessas."